# Undulater som burfåglar

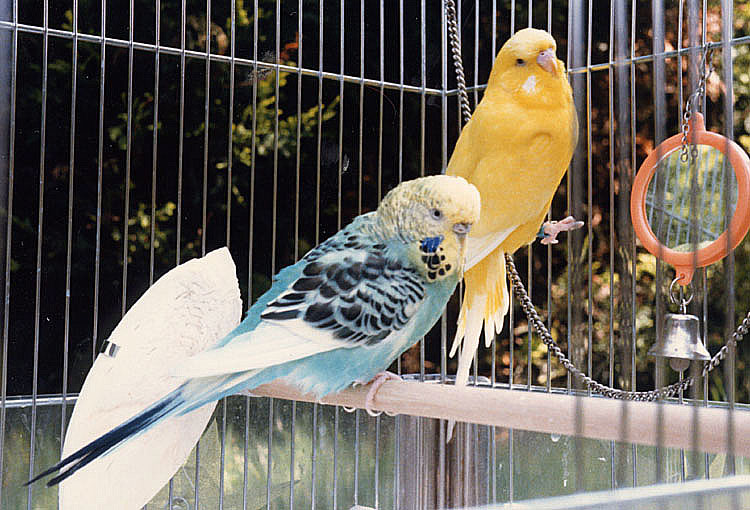
Framavlade undulater. Till vänster en himmelsblå opalin
(hanne), till höger en gul lutino (hona).

Undulaten har länge varit en populär burfågel, bland annat på grund av sin färgstarka fjäderdräkt och möjligheten att avla fram olika färgvarianter. Den första framavlade färgvarianten var en helt gul undulat utan vattring eller ränder; sedan kom den ljusblå med svartvit vattring. Numera finns alla möjliga färg- och teckenkombinationer, och fler och fler dyker upp då olikfärgade parar sig med varandra.
Undulater är generellt lätta att tämja och kan lära sig att härma mänskligt tal. De anses vara mycket lättskötta i jämförelse med andra fåglar, men kräver i gengäld mycket sällskap då de är flockdjur. Man bör antingen ta sig väldigt mycket tid med fågeln själv eller också hålla två eller fler undulater tillsammans. Undulater som lever ensamma lär sig oftare att prata, men anledningen till att de pratar är att de försöker locka till sig en partner. 

## Tämjning
För att få en undulat tam krävs mycket tålamod. Ju yngre fågeln är desto bättre går det, eftersom yngre fåglar blir mer präglade. Det som kan vara bra att börja med är att sitta vid buren och tala lugnande med den. Efter ett antal dagars småprat kan man sticka in ett finger genom burgallret, och senare hela handen. Med tiden vågar fågeln gå till handen, där man kan ha lite frön eller liknande. När fågeln är tam kan den släppas ut i rummet, men den behöver få flyga fritt också innan den blivit tam. 

## Kost
Undulater kan klara sig i upp till 28 dagar utan vatten, men liksom andra papegojor dricker de helst varje dag. Det är viktigt att vattnet är färskt. Vilda undulater livnär sig på blad och bark från eucalyptusträdet, olika fröer - främst omogna och mogna/torra gräsfröer och blad från andra träd. I avsaknad av eucalyptusträd kan de ges bladgrönsaker (helst varje dag), groddade frön, fröblandningar med småfrön som vit, röd och gul hirs, havre och kanariefrö (som alla tillhör familjen gräsfröer), bär och frukt, t.ex. äpple, citrusfrukter och päron, är också bra att ge ett par gånger i veckan, men inte varje dag eftersom frukt innehåller mycket socker. Undulater behöver också sysselsättning, och därför kan man gärna ge grönsaker och frukt i form av stora bitar som de kan dra och slita i. Undvik avokado, som är dödligt giftig för undulater. 
Vitaminer bör strös över maten i stället för att ges i dricksvattnet. Undulater behöver också få i sig jod för att inte utveckla struma, och de bör även ha tillgång till kalksten, krossade snäckskal och/eller sepiaskal. Det sistnämnda gäller särskilt honor, då risken för värpnöd (oförmåga att lägga ett ägg) på grund av kalkbrist annars ökar markant.

## Bur
Undulaterna kan vara instängda i bur ibland men bör få flyga fritt i ett eller flera rum så mycket som möjligt. Det ska finnas mycket flygutrymme i buren, men det bör också finnas sittpinnar, gärna från naturen. Man kan t.ex. ta noggrant rengjorda rönn- äppel- eller björkgrenar, gärna i olika storlekar. Där ska också finnas leksaker, så att fåglarna får stimulans, samt mat- och vattenbehållare. På burgolvet kan man ha tidningspapper eller giftfritt spån. Den vanliga föreställningen att undulater behöver äta sand för att kunna smälta maten är felaktig.

## Beteende och behov
Undulater är inte särskilt aggressiva, men bör ändå inte blandas med finkar och andra mindre fröätande fåglar i begränsade utrymmen. Undantaget är bland annat risfinkar/risfåglar och vävare, som hävdar sig gentemot undulaterna.

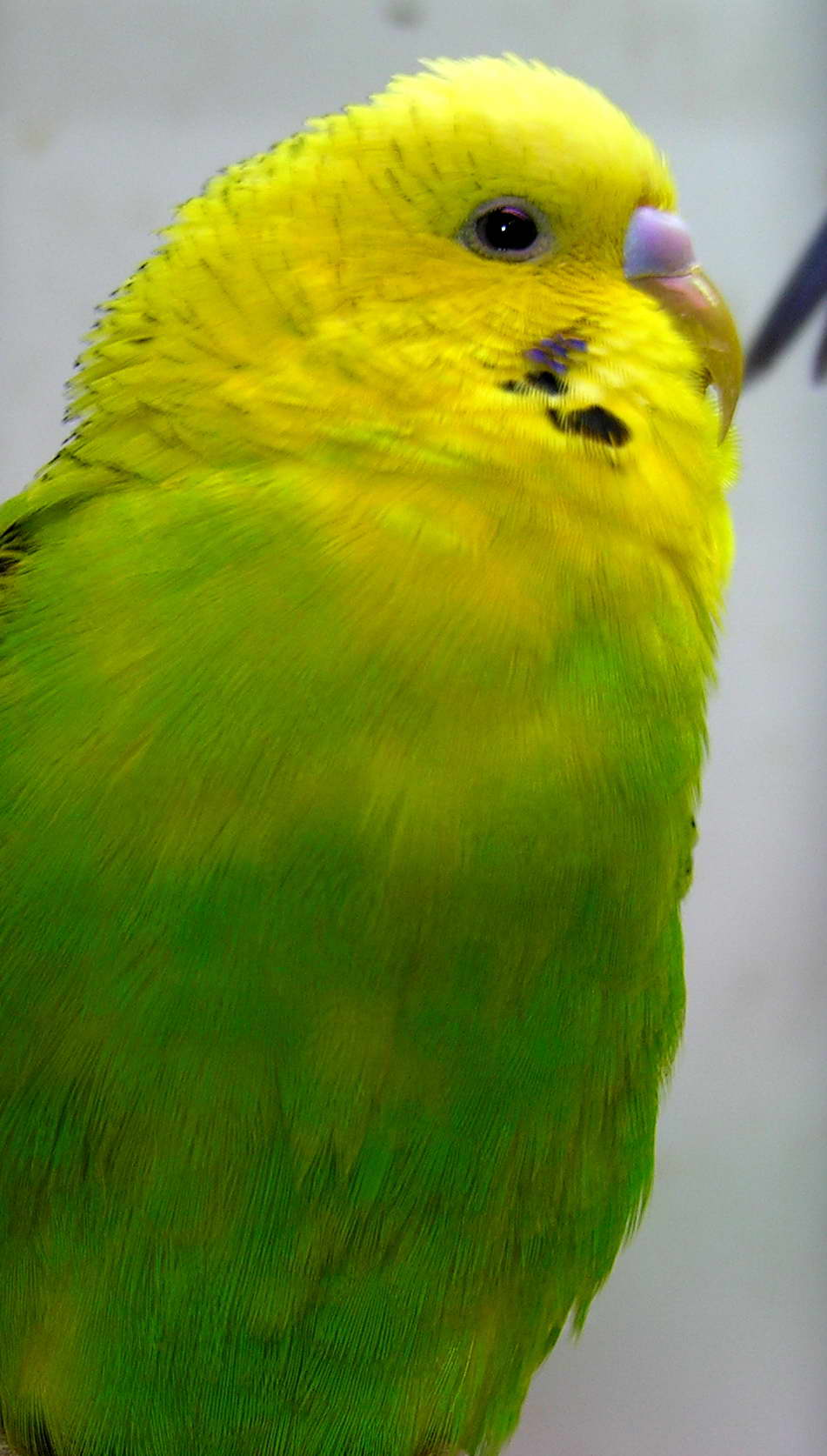

Som alla tropiska burfåglar är undulater känsliga för drag, men annars är de härdiga och kan hållas i voljärer utomhus till långt fram på hösten om de har möjlighet att själva gå inomhus nattetid. Hålls de inomhus kan det vara bra att ha en UV-lampa, som placeras omkring 30 cm ovanför sittpinnen. Det är bra för fjädrarna och uppbyggnaden av D-vitamin. 
Undulater bör få bada en gång i veckan. Vissa fåglar föredrar att bli duschade med en blomspruta, medan andra helst badar i blomfat eller speciella fågelbadkar.
Undulater är flockdjur som behöver socialt umgänge för att må bra. De kan börja plocka av sig fjädrarna om de blir uttråkade eller känner sig ensamma. De bör också ha någon sysselsättning som utmanar dem och håller dem på gott humör. Ett litet träd med leksaker i, som de kan klättra runt i, eller en godsak gömd inuti till exempel en tom toapappersrulle, så att de får arbeta lite för att få tag på maten, är exempel på bra sysselsättningar. Man bör se till att leksaker och annat fåglarna äter eller sysselsätter sig med är giftfria och att de inte kan göra sig illa på dem.

## Utställningsundulater
Under första delen av 1900-talet avlades en större form (ras), den engelska undulaten, fram när undulaten blev vanligare på burfågelutställningar.  

## Sjukdomar
De vanligaste sjukdomarna är ögoninflammation, magproblem, kalkben, näbbskabb och tumörer. De vanligaste symtomen på att en undulat är sjuk är:
- Viktförändringar eller förändringar i bröstmuskulaturens utseende eller storlek som kan bero på sköldkörteln (ge gärna jodberikad kost)
- Bruna, böjda eller tuggade fjädrar
- Matta eller onormala färger på fjädrarna
- Pluggar i näsborrarna
- Rodnad, svullnad eller förlust av fjädrar runt ögonen
- Flagig hud eller näbb
- Onormal spillning
- Spillning runt kloaken
- Hukande hållning hos hanar, onormalt hukande hållning hos honor
- Onormal slöhet
- Uppburrad fjäderdräkt

## Undulaters färggenetik

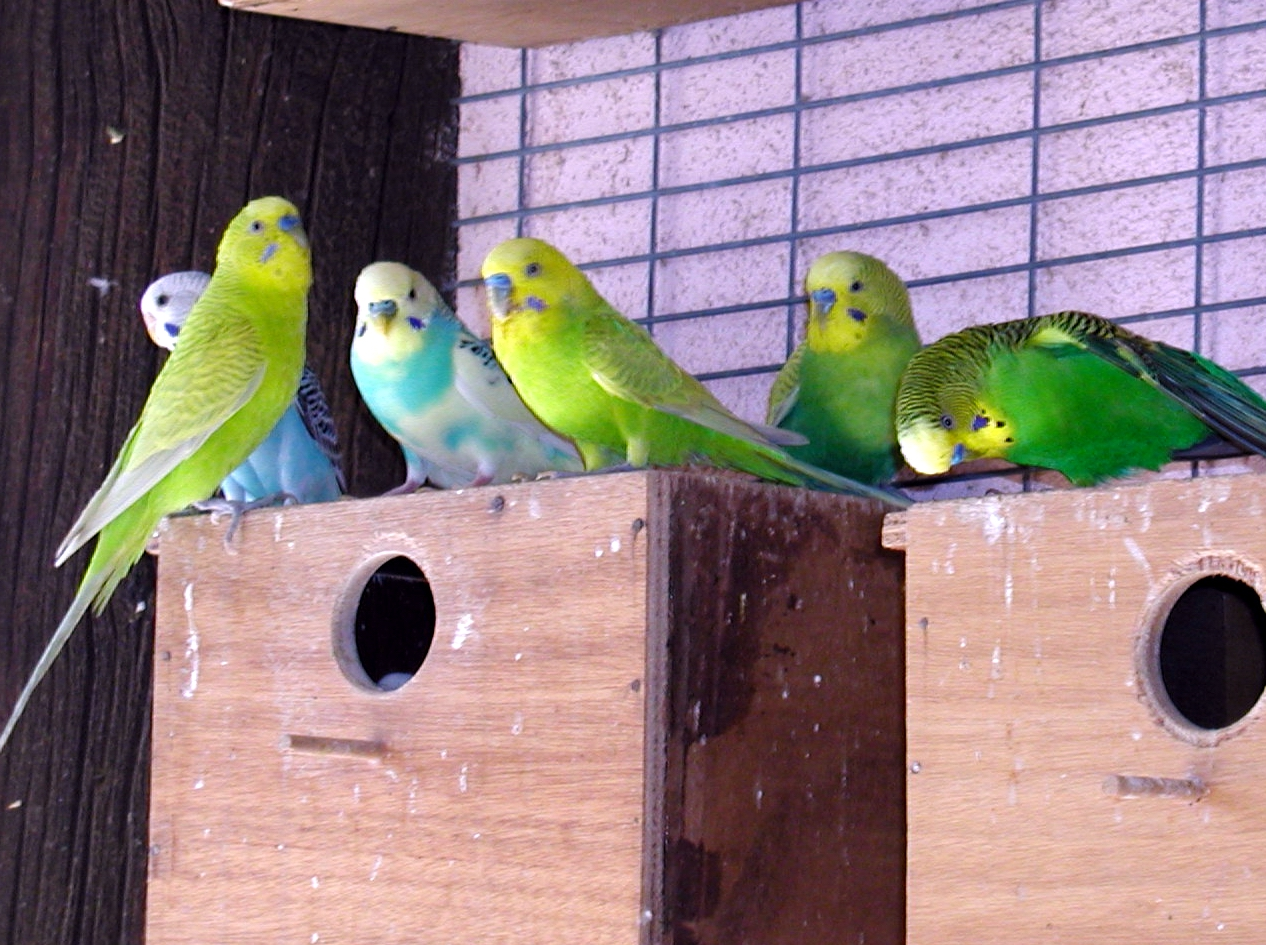
Domesticerade undulater finns i en mängd olika framavlade färgkombinationer.

Vetenskapen om undulaters färggenetik behandlar ärftligheten hos färgförändrande mutationer i fjädrarna hos arten. 
Den vilda undulaten är ljusgrön. De många olika färgvariationerna hos tama undulater, såsom albino, blå, grå, grågrön, mörk, olivgrön och violett, är resultatet av olika mutationer som har inträffat i vissa specifika gener. Det finns för närvarande minst 32 kända primära mutationer bland undulater, vilka kan bilda hundratals sekundära mutationer och färgförändringar. Som hos alla andra djurarter förekommer färgmutationer såväl i fångenskap som i det vilda, vilket har visats när burfödda undulater har utvecklat mutationer som tidigare bara påträffats bland vilda populationer.